# Tengo una ilusión (60 Aniversario)
Tengo una ilusión (60 aniversario) es el cuadragésimo octavo álbum de la banda sinaloense mexicana El Recodo de Cruz Lizárraga lanzado el 8 de septiembre de 1998 por el sello Fonovisa. Es el primer álbum que cuenta con la voz de Luis Antonio López "El Mimoso".
Para conmemorar el 60 aniversario de la banda se grabaron dos discos con 10 canciones cada uno teniendo 20 temas en total. Este álbum es parte de la era de Germán Lizárraga en la banda. En los dos CD se regrabaron algunos temas folclóricos de 1992-1995 entre los que se destacan «Tengo una ilusion», «Pena tras pena», «Que bonita», «La reina del baile», «Imposible olvidarte», «Hasta cuando», «El comerciante», «Regresa» y «Te quejas de quererme». El corrido «El comerciante» fue como una respuesta a los saqueos que realizaban los federales a los comercios en Tepito debido a la piratería y el comercio informal.

## Lista de canciones
| Disco 1 |                                        |                          |          |  |
| N.º     | Título                                 | Escritor(es)             | Duración |  |
| 1.      | «Pena tras pena»                       | Eva Torres               | 2:49     |  |
| 2.      | «Tengo una ilusión»                    | Germán Lizárraga         | 2:26     |  |
| 3.      | «Todas mis lágrimas»                   | Oliver Ochoa             | 2:11     |  |
| 4.      | «Patrulla americana (American patrol)» | Glenn Miller             | 3:08     |  |
| 5.      | «Que bonita»                           | Ezequiel Páez            | 2:48     |  |
| 6.      | «La vida es una copa de licor»         | Martín Urieta            | 2:52     |  |
| 7.      | «Perla»                                | Germán Lizárraga         | 3:38     |  |
| 8.      | «Imposible olvidarte»                  | Oliver Ochoa             | 2:58     |  |
| 9.      | «La reina del baile»                   | Arturo Orozco Valenzuela | 3:44     |  |
| 10.     | «El corrido de Mazatlán»               | José Alfredo Jiménez     | 2:12     |  |

| Disco 2 | |                                                                      |          |  |
| N.º     | Título                                                                                                | Escritor(es)                                                         | Duración |  |
| 1.      | «Hasta cuando»                                                                                        | Marco Antonio Solís                                                  | 2:54     |  |
| 2.      | «El faról»                                                                                            | Clemente Orozco                                                      | 2:28     |  |
| 3.      | «El pájaro burlón (Mockin bin bird)»                                                                  | Hill A. Frey                                                         | 2:54     |  |
| 4.      | «El comerciante»                                                                                      | Germán Lizárraga                                                     | 2:21     |  |
| 5.      | «Regresa»                                                                                             | Mario Alvarado                                                       | 3:14     |  |
| 6.      | «Lindo Michoacán»                                                                                     | Manuel Esperón                                                       | 3:39     |  |
| 7.      | «Niña orgullosa»                                                                                      | Manuel de J. Barrera                                                 | 2:45     |  |
| 8.      | «Ni con mil amores»                                                                                   | Mario Alvarado                                                       | 2:26     |  |
| 9.      | «Te quejas de quererme»                                                                               | José Alfredo Jiménez                                                 | 3:29     |  |
| 10.     | «Estampa Sinaloense» (popurrí de las canciones «El quelite», «El sauce y la palma» y «El sinaloense») | Rique Pantoja, Arr. G. Lizárraga, Luis Pérez Meza, Severiano Briseño | 3:06     |  |

## Certificaciones
| País   | Organismo certificador | Certificación       | Ventas certificadas | Simbolización |
| ------ | ---------------------- | ------------------- | ------------------- | ------------- |
| México | AMPROFON               | 2x Platino + 5x Oro | 1 000 000           | 2▲5●          |